# Sineu
Sineu là một đô thị trên đảo Mallorca, thuộc quần đảo Baleares, Tây Ban Nha.

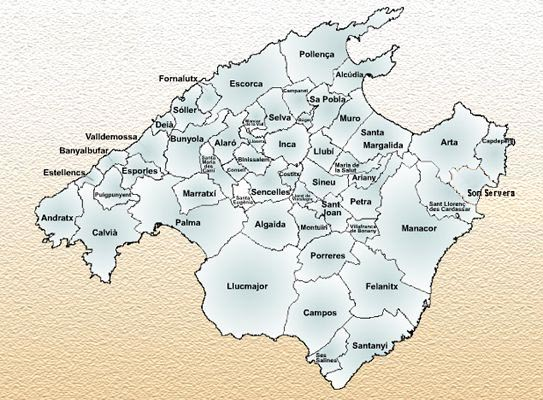

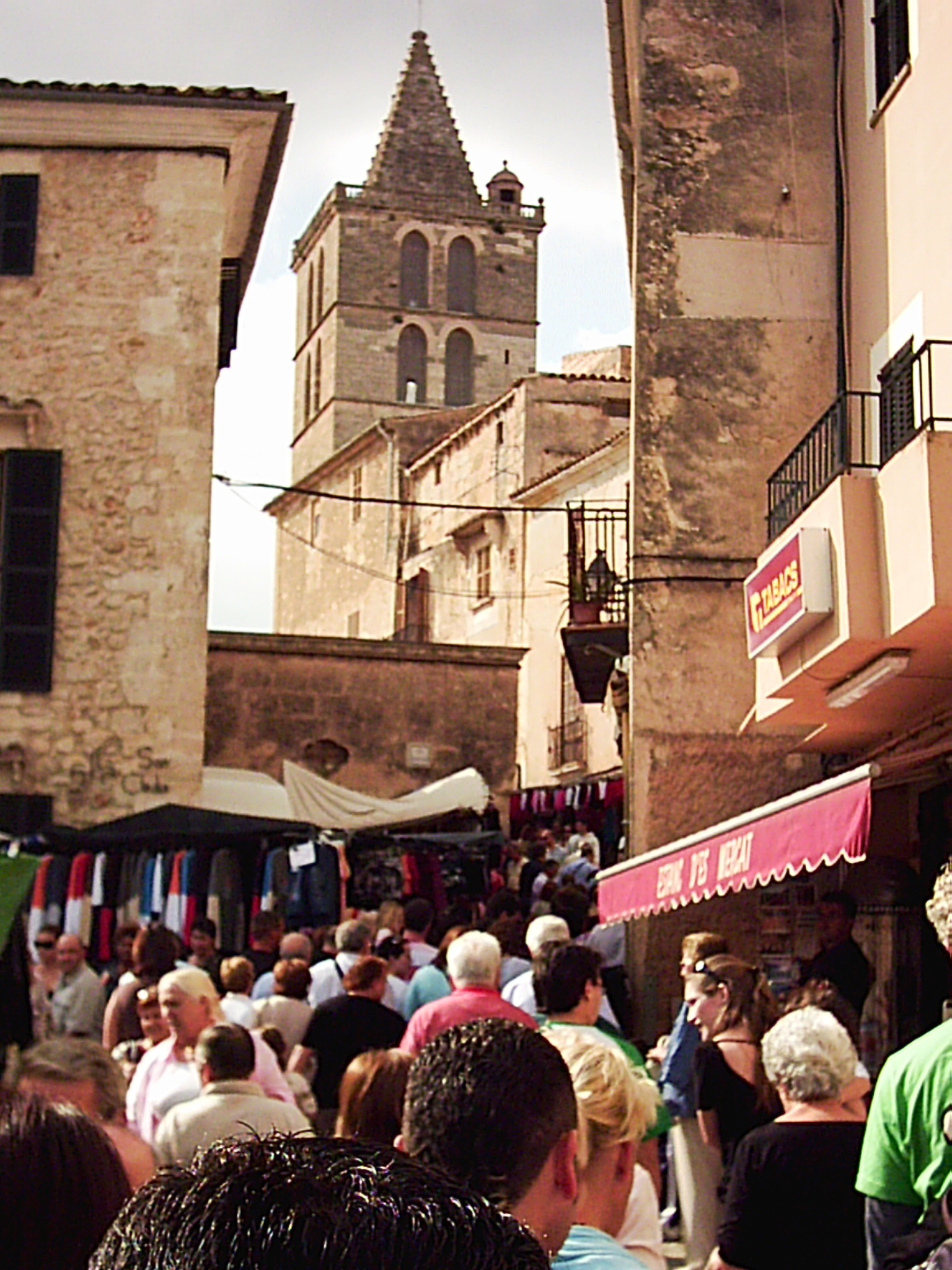
Market at Sineu